# Under a Blood Red Sky
Under a Blood Red Sky är ett livealbum och en konsertvideo med U2, utgivet i november 1983. Inspelningarna ägde rum under War Tour.

## Låtförteckning

### Livealbum
1. "Gloria" - 4:45
2. "11 O'Clock Tick Tock" - 4:43
3. "I Will Follow" - 3:47
4. "Party Girl" - 3:08
5. "Sunday Bloody Sunday" - 5:17
6. "The Cry / The Electric Co. / Send in the Clowns" - 5:23
7. "New Year's Day" - 4:36
8. "40" - 3:43

"Gloria" och "Party Girl" spelades in i Red Rocks Amphitheatre i Colorado den 5 juni 1983. "11 O'Clock Tick Tock" spelades in i Boston, Massachusetts den 6 maj 1983. Övriga låtar kommer från en konsert i Sankt Goarshausen i Tyskland den 20 augusti 1983.

### Konsertvideo
1. Surrender
2. Seconds
3. Sunday Bloody Sunday
4. The Cry / The Electric Co. / Send in the Clowns
5. October
6. New Year's Day
7. I Threw A Brick Through A Window
8. A Day Without Me
9. Gloria
10. Party Girl
11. 11 O'Clock Tick Tock
12. I Will Follow
13. "40"

Samtliga låtar spelades in i samband med en konsert i Red Rocks Amphitheatre i Colorado den 5 juni 1983.